# C☆BEST+ Flying Hi-High
『C☆BEST+ Flying Hi-High』（シー・ベスト・プラス・フライング・ハイ・ハイ）は、日本のロックバンド、CHARCOAL FILTERのベスト・アルバム。

## 概要
- バンド初のベスト・アルバム。
- 内容としてはシングル「はじけよう」から、最新シングル「やさしさライセンス/BY MY SIDE」までの中からシングル曲、カップリング曲、アルバム曲を厳選して収録。中にはアルバム未収録及び未収録バージョンとなるシングル曲、カップリング曲も含まれている。更に、初収録となる新曲も2曲収録された全18曲。また、2～16は抄録曲が五十音順になっている。
- シングル「やさしさライセンス/BY MY SIDE」でレーベルがワーナーミュージックジャパンに移籍したが、本作はコロムビアミュージックエンタテインメントからの発売である。
- 初回限定盤のみ、ジャケットと同じ特製ステッカーが封入。

## 収録曲
- ☆…アルバム未収録曲及び未収録バージョン　★…新曲

1. やさしさライセンス 〜見つけたver.〜 ☆
  - ワーナー移籍後のリリースでメジャーレーベル在籍6枚目のシングルのリアレンジバージョン。基本的なバンドサウンドは同じだが、プログラミングによるオルゴールのイントロで始まり、全体的にストリングスの音が追加されている。
2. 明日はどっちだ
  - メジャーレーベル在籍1枚目のアルバム『PANIC POP』収録曲。
3. WOW WOW パラダイス ☆
  - メジャーレーベル在籍5枚目のシングル『White winter song』のc/w。
4. 孤独な太陽 ☆
  - メジャーレーベル在籍2枚目のシングル。シングルバージョンではアルバム初収録。
5. Communication
  - メジャーレーベル在籍2枚目のシングル『孤独な太陽』のc/w。
6. Jumpin' high ☆
  - メジャーレーベル在籍初のシングル『はじけよう』のc/w。
7. 卒業 ☆
  - メジャーレーベル在籍3枚目のシングル。
8. 日常
  - メジャー在籍1枚目のミニアルバム『MADE IN Hi-High』収録曲。
9. はじけよう
  - メジャーレーベル在籍初のシングル。
10. Happy hungry days
  - メジャー在籍1枚目のミニアルバム『MADE IN Hi-High』収録曲。
11. ひとり駆け落ち
  - メジャーレーベル在籍1枚目のアルバム『PANIC POP』収録曲。
12. Brand-New Myself ～僕にできること～
  - メジャーレーベル在籍4枚目のシングル。本作では副題が〜線で囲まれた表記となっている。
13. White winter song ☆
  - メジャーレーベル在籍5枚目のシングル。
14. Liberty
  - メジャーレーベル在籍1枚目のミニアルバム『MADE IN Hi-High』収録曲。
15. リビドー☆
  - メジャーレーベル在籍初のシングル『はじけよう』のc/w。
16. ロマンチック ☆
  - メジャーレーベル在籍3枚目のシングル『卒業』のc/w。
17. someday somewhere ★
  - 小名川高弘がメインヴォーカルの曲。
18. スターダッシュ ★
  - この曲では大塚以外のメンバーの誰かがヴォーカルを担当しているように思えるが、実はヴォーカルを担当しているのは大塚であり、レコーディング当時大塚は喉の調子が悪く、喉の調子が悪い状態でレコーディングを行ったからである。

### クレジット
- 作詞：大塚雄三（全曲）　安井佑輝（#14）
- 作曲：安井佑輝（#1, 7, 13）　CHARCOAL FILTER（#2, 4～6, 9～11, 14,15）　小名川高弘（#3, 7, 8, 16～18）　大塚雄三（#12）
- 編曲：CHARCOAL FILTER（全曲）　亀田誠治（#1, 3, 7, 8, 10, 12～14, 16～18）　土方隆行（#2, 4, 5, 11）　林部直樹（#9）